# Järnvägsgeografi

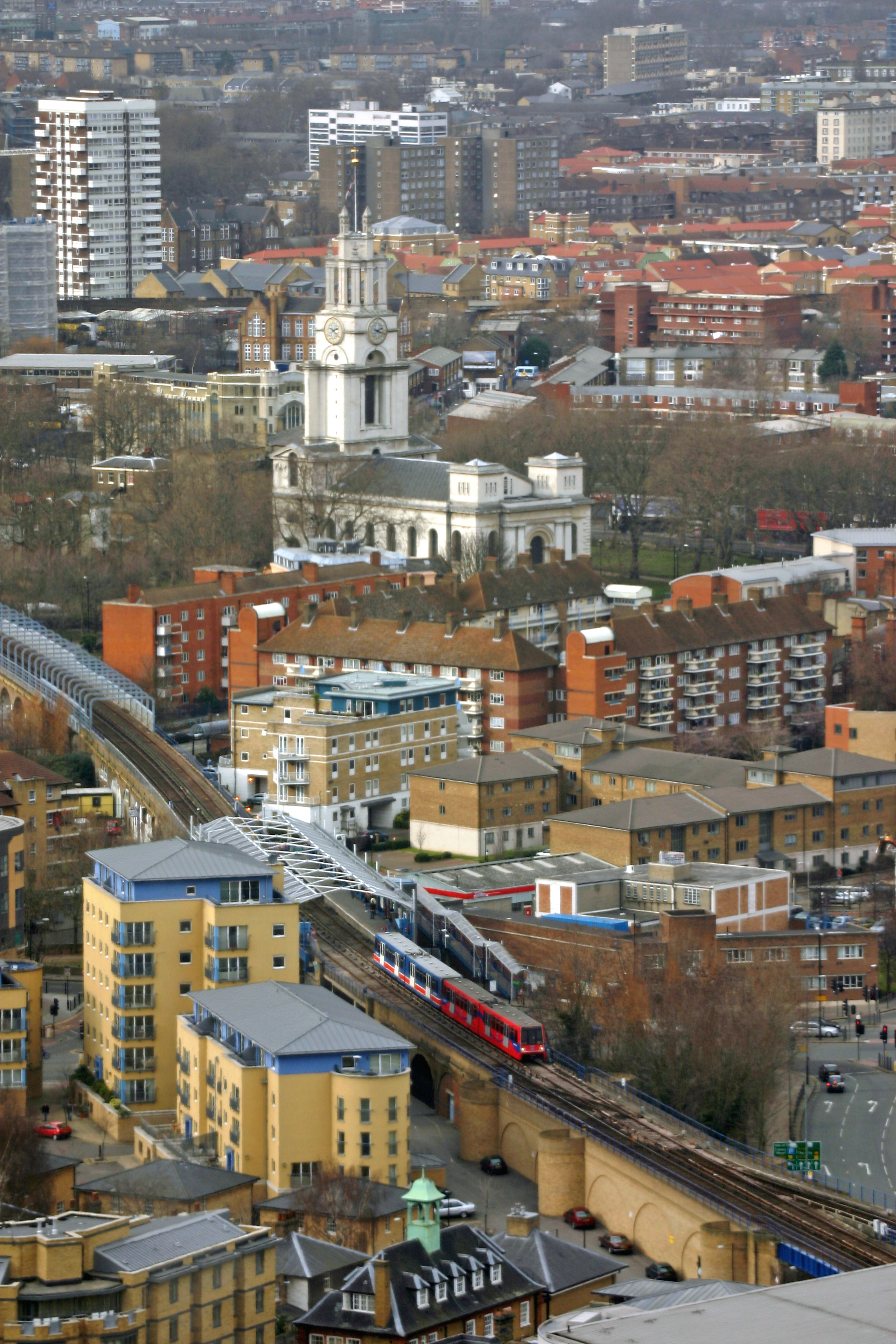
Ett tåg på en upphöjd bana i London, lösning som kommer av järnvägsgeografi.

Järnvägsgeografi är den del av transportgeografi som berör järnvägen och behandlar järnvägarnas utbredning, deras påverkan på ortsstrukturen och stadsbilden. Ämnet kulturgeografi brukar behandla dessa företeelser. Exempel på områden är hur stadsbilden påverkas av järnvägarnas tillkomst och hur järnvägslinjernas respektive tillkomst kan avläsas i terrängen. Den första banan brukar normalt gå rakt igenom ett samhälle, nästa bana anpassar sig till den förstnämnda och svänger in på den uppkomna mötesstationen för linjerna och sedan svänger ut för sin fortsatta dragning.  Stadens utveckling avseende järnvägars- och vägars dragning och påverkan på stadsbilden benämns ibland urban morfologi.
Inom stadsplanering finns utredningar gjorda om hur före detta järnvägsmark utnyttjas i stadsomvandlingen. 